# Goeppertia insignis
Geoppertia insignis (W.Bull ex W.E.Marshall) J.M.A.Braga, L.J.T.Cardoso & R.Couto è una pianta appartenente alla famiglia delle Marantaceae.

## Descrizione
La foglia è allungata e presenta una base verde chiaro con delle decorazioni di verde più scuro sul bordo e all’interno creando un pattern geometrico di micro foglioline. Il retro della foglia è violaceo.
La pianta per crescere ha bisogno di avere poco sole, privilegiando una zona parzialmente ombreggiata, e deve stare in una zona umida e calda. Sotto i 10 gradi la pianta muore e non può essere esposta a luce diretta. È facile da coltivare poiché non necessita di molta acqua e va bagnata sporadicamente oppure inumidita leggermente con uno spruzzino. Si deve evitare di innaffiarla tutta insieme perché potrebbe marcire.